# Royale Charleroi Sporting Club 2012-2013
Questa voce raccoglie le informazioni riguardanti il Royale Charleroi Sporting Club nelle competizioni ufficiali della stagione 2012-2013.

## Stagione
Nella stagione 2012-2013 lo Charleroi ha disputato la Pro League, massima serie del campionato belga di calcio, terminando la stagione regolare all'undicesimo posto con 34 punti conquistati in 30 giornate, frutto di 10 vittorie, 4 pareggi e 16 sconfitte. Grazie a questo piazzamento è stato ammesso nel girone B dei play-off per un posto in UEFA Europa League, terminando al terzo posto con 7 punti conquistati in 6 giornate, frutto di 1 vittoria, 4 pareggi e 1 sconfitta. Nella Coppa del Belgio lo Charleroi è sceso in campo dai sedicesimi di finale, raggiungendo gli ottavi di finale dove è stato eliminato dallo Zulte Waregem dopo i tiri di rigore.

## Rosa
| N. |                           | Ruolo | Calciatore          |
| -- | ------------------------- | ----- | ------------------- |
| 1  | Grecia (bandiera)         | P     | Michalīs Sīfakīs    |
| 3  | Slovenia (bandiera)       | D     | Elvedin Džinič      |
| 4  | Palestina (bandiera)      | D     | Omar Jarun          |
| 5  | Francia (bandiera)        | D     | Mourad Satli        |
| 6  | Belgio (bandiera)         | D     | Dorian Dessoleil    |
| 7  | Guinea (bandiera)         | A     | Mory-Fallo Keïta    |
| 8  | Spagna (bandiera)         | D     | Javi Martos         |
| 9  | Bolivia (bandiera)        | C     | Vicente Arze        |
| 10 | RD del Congo (bandiera)   | C     | Hervé Kage          |
| 10 | Belgio (bandiera)         | A     | David Pollet        |
| 13 | Senegal (bandiera)        | C     | Christophe Diandy   |
| 14 | Belgio (bandiera)         | C     | Samuel Fabris       |
| 15 | Belgio (bandiera)         | P     | Adrien Faidherbe    |
| 16 | Senegal (bandiera)        | A     | Jamal Thiaré        |
| 16 | Spagna (bandiera)         | C     | Pedro               |
| 17 | Israele (bandiera)        | D     | Matan Ohayon        |
| 18 | Belgio (bandiera)         | A     | Jordy Kamba Kalonga |
| 19 | Rep. del Congo (bandiera) | D     | Francis N'Ganga     |

| N. |                         | Ruolo | Calciatore                 |
| -- | ----------------------- | ----- | -------------------------- |
| 20 | Belgio (bandiera)       | A     | Mohammed Aoulad            |
| 21 | Montenegro (bandiera)   | D     | Mijuško Bojović            |
| 23 | Belgio (bandiera)       | P     | Cyprien Baguette           |
| 24 | Belgio (bandiera)       | C     | Onur Kaya                  |
| 25 | Ghana (bandiera)        | C     | Abraham Kudemor            |
| 26 | Belgio (bandiera)       | D     | Grégory Lazitch            |
| 27 | Brasile (bandiera)      | C     | Ederson                    |
| 28 | Germania (bandiera)     | C     | Viktor Bopp                |
| 29 | Belgio (bandiera)       | A     | Ziguy Badibanga            |
| 30 | Brasile (bandiera)      | C     | Leandro                    |
| 31 | Francia (bandiera)      | A     | Harlem Gnohéré             |
| 35 | RD del Congo (bandiera) | P     | Parfait Mandanda           |
| 77 | Svizzera (bandiera)     | C     | Danijel Milićević          |
| 80 | Belgio (bandiera)       | C     | Kenneth Houdret            |
| 86 | Belgio (bandiera)       | A     | Giuseppe Rossini           |
| 93 | Francia (bandiera)      | D     | Jean-Christophe Vergerolle |
| 99 | Costa Rica (bandiera)   | A     | Mynor Escoe                |

## Statistiche

### Statistiche di squadra
| Competizione        | Punti | In casa | In casa | In casa | In casa | In casa | In casa | In trasferta | In trasferta | In trasferta | In trasferta | In trasferta | In trasferta | Totale | Totale | Totale | Totale | Totale | Totale | DR  |
| Competizione        | Punti | G       | V       | N       | P       | Gf      | Gs      | G            | V            | N            | P            | Gf           | Gs           | G      | V      | N      | P      | Gf     | Gs     | DR  |
| ------------------- | ----- | ------- | ------- | ------- | ------- | ------- | ------- | ------------ | ------------ | ------------ | ------------ | ------------ | ------------ | ------ | ------ | ------ | ------ | ------ | ------ | --- |
| Pro League          | 34    | 15      | 6       | 2       | 7       | 17      | 21      | 15           | 4            | 2            | 9            | 13           | 28           | 30     | 10     | 4      | 16     | 30     | 49     | -19 |
| Pro League play-off | 7     | 3       | 1       | 1       | 1       | 5       | 3       | 3            | 0            | 3            | 0            | 0            | 0            | 6      | 1      | 4      | 1      | 5      | 3      | +2  |
| Coppa del Belgio    | -     | -       | -       | -       | -       | -       | -       | 2            | 1            | 1            | 0            | 6            | 4            | 2      | 1      | 1      | 0      | 6      | 4      | +2  |
| Totale              | -     | 18      | 7       | 3       | 8       | 22      | 24      | 20           | 5            | 6            | 9            | 19           | 32           | 38     | 12     | 9      | 17     | 41     | 56     | -15 |